# Curtius-omlegging
De curtius-omlegging, of vaak ook wel curtius-reactie, is een omleggingsreactie waarbij uit een carbonzuur een isocyanaat gevormd wordt. Het algemene principe staat hieronder afgebeeld:
In de eerste stap wordt uit het carbonzuur een zuurchloride gemaakt. In een volgende stap reageert dit zuurchloride met azide, waarbij een acylazide ontstaat. Door pyrolyse van dit acylazide ontstaat het isocyanaat. 
Dit isocyanaat kan gebruikt worden in de reactie met:
- water, dat als product een amine geeft
- een alcohol, dat als product een carbamaat (ook wel urethaan) geeft
- een amine, dat als product een ureum geeft

De reactie wordt gekatalyseerd door lewiszuren, maar verloopt meestal ook zonder toevoeging van een katalysator. Ze werd vernoemd naar de Duitse scheikundige Theodor Curtius.